# Región Sudeste de Brasil
La región Sudeste de Brasil se compone de cuatro estados: São Paulo, Minas Gerais, Río de Janeiro y Espírito Santo. Es la región más poblada de Brasil, con un área de 924.511 km² (10,85% del territorio brasileño) y concentra el 41,8 % de la población brasileña (84,8 millones de habitantes) en 2022. El Sudeste es la región más rica del país, y la región más industrializada de América Latina, responsable de casi el 60% del PIB brasileño.
Esta región es el territorio que sirve de transición entre la región Nordeste y la región Sur. Para definir esta división fueron usados criterios como afinidad sociocultural y semejanzas naturales, tales como el relieve, clima, vegetación y el tipo de suelo. La región Sudeste es altamente urbanizada (90,5%), y abriga las tres áreas metropolitanas más importantes del país alrededor de las ciudades de São Paulo, Río de Janeiro y Belo Horizonte, además de agrupar el mayor grupo electoral del país.

## Historia

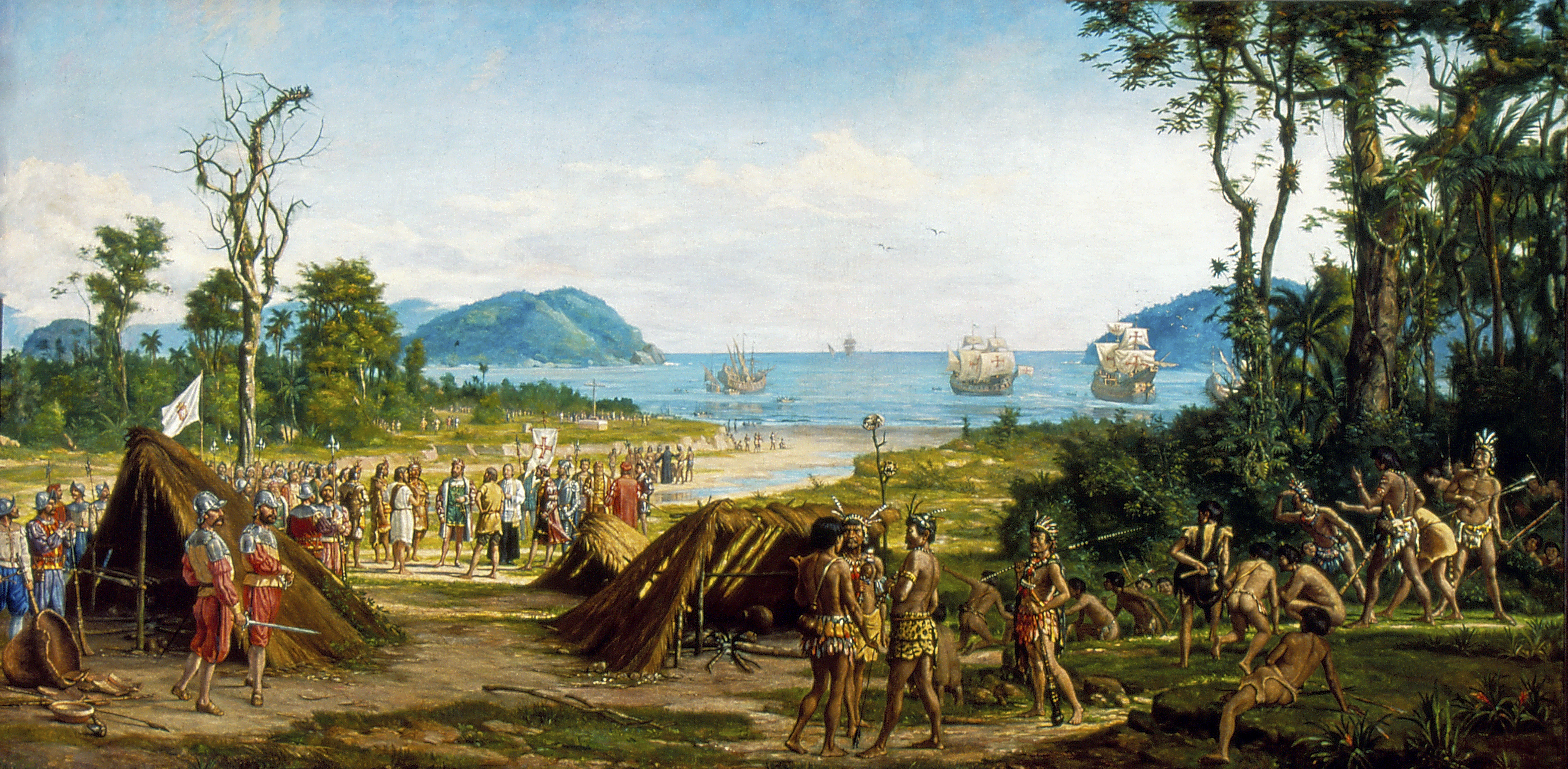
Fundación de São Vicente. Pintura de Benedito Calixto.

El Sudeste brasileño fue escenario para la fundación de la primera ciudad portuguesa a ser edificada en el Nuevo Mundo, siendo ella São Vicente, fundada por Martim Afonso de Sousa el 1532. Los primeros colonos, hombres solteros o casados que dejaron en Portugal sus familias, listamente se mezclaron con las indias locales. La práctica frecuente de poligamia, parte de la cultura indígena, fue adoptada por los portugueses.
Preocupados con la conducta fuera de los estándares de los colonos no sólo en São Vicente sino en toda la colonia, la Iglesia católica envía los jesuitas en 1549. Basada en la plantación de caña de azúcar, la capitanía de São Vicente es una de las pocas que tienen éxito. El 1565 Mem de Sá fundó la ciudad de Río de Janeiro. Los indios fueron esclavizados, pero en 1595 la esclavitud de indios fue prohibida debido a presiones de la Iglesia Católica. Comenzó, entonces, la llegada de esclavos africanos.

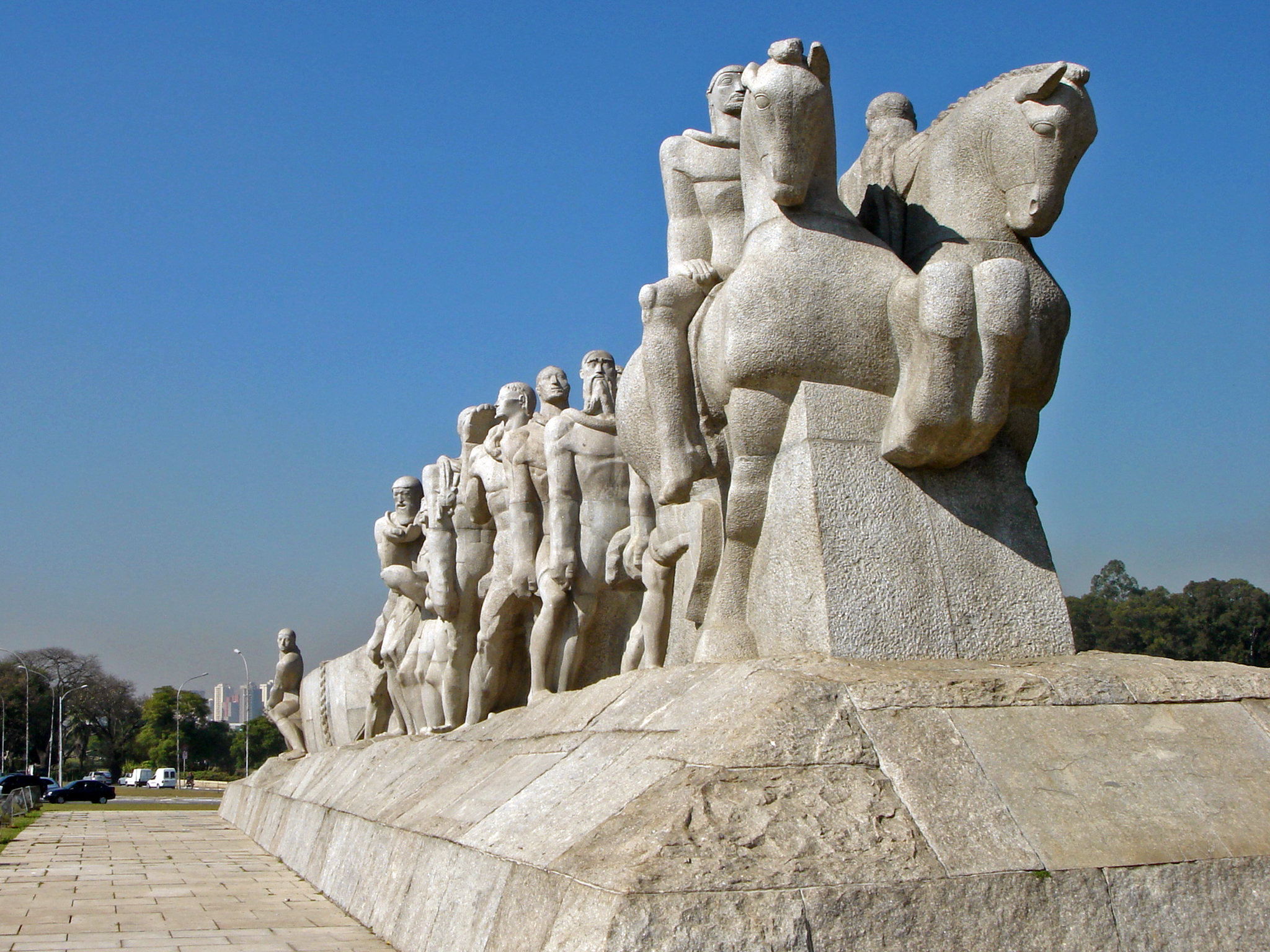
Monumento a las Bandeiras, Parque do Ibirapuera.

En el inicio del siglo XVII surgen las denominadas bandeiras: la decadencia de la producción azucarera y la prohibición de la esclavitud indígena llevan los colonos a organizarse y formar enormes expediciones que cruzaron el interior de Brasil. Tales expediciones podían contar con casi mil hombres: algunos blancos, seguidos por centenares de indios y mestizos en búsqueda de indígenas para ser esclavizados. Es notable que los bandeirantes, aún aquellos de origen indígena, atacaban las tribus indias y las reducciones jesuíticas con gran violencia y crueldad. Se estima que 300 mil indios fueron esclavizados en un periodo de menos de un siglo. Aquellos que no aceptaron ser esclavos fueron exterminados.

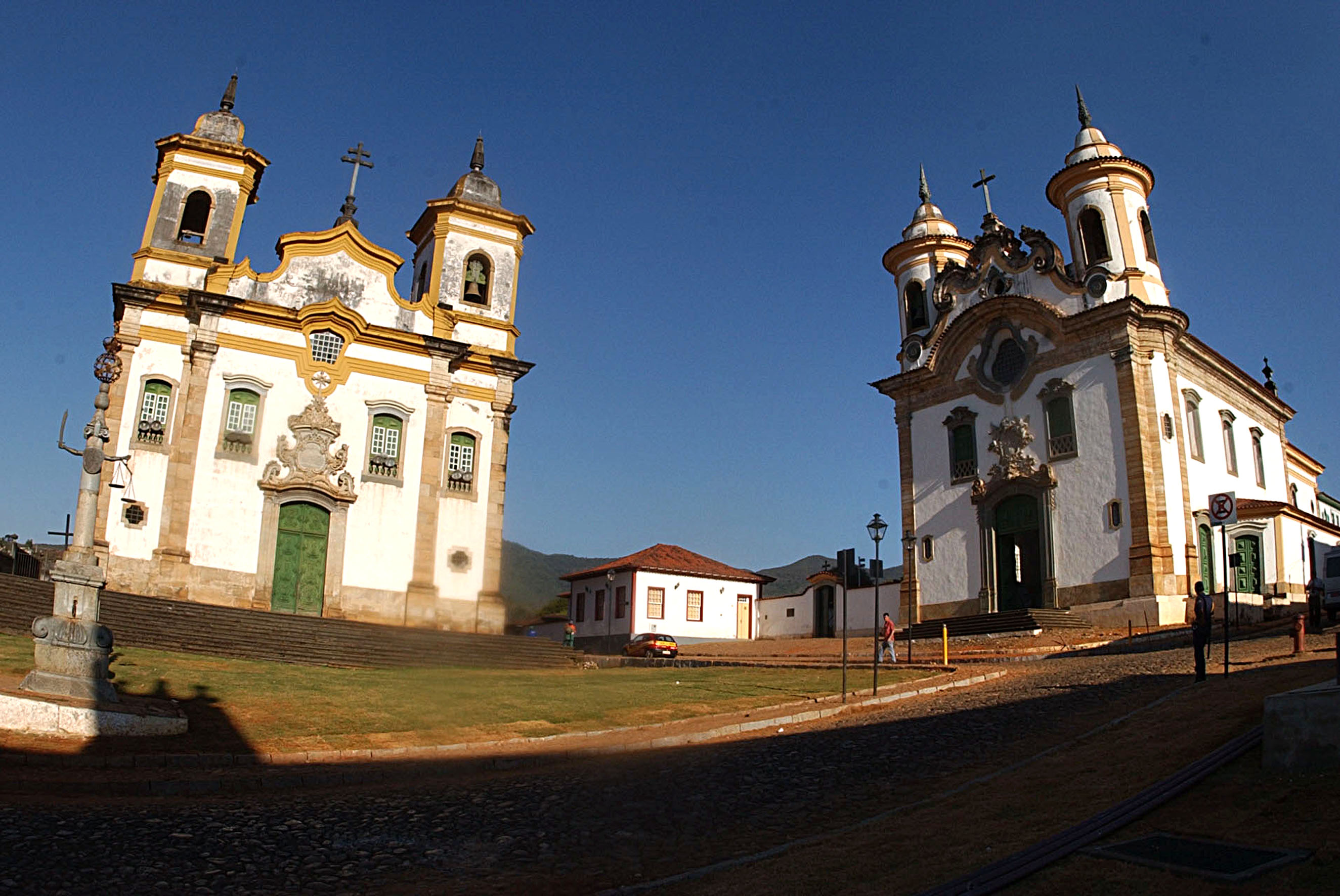
Iglesias en estilo barroco en la ciudad de Mariana, Minas Gerais.

Con el descubrimiento de oro en el interior de Brasil las atenciones de la Corona Portuguesa se volvieron para la región Sudeste, debido a la decadencia de las plantaciones de caña de azúcar en el Nordeste. Ocurrió un gran movimiento de personas para la región de las Minas Gerais, acarreando en la denominada Guerra de los Emboabas.
La capital de la colonia fue transferida de Salvador hacia Río de Janeiro el 1763. En fines del siglo XVIII la explotación del oro entró en decadencia en el transcurso del agotamiento de las minas. Sin embargo la Corona Portuguesa continuaba a cobrar elevados impuestos, haciendo surgir el movimiento separatista denominado en portugués Inconfidência Minera que no tuvo éxito.

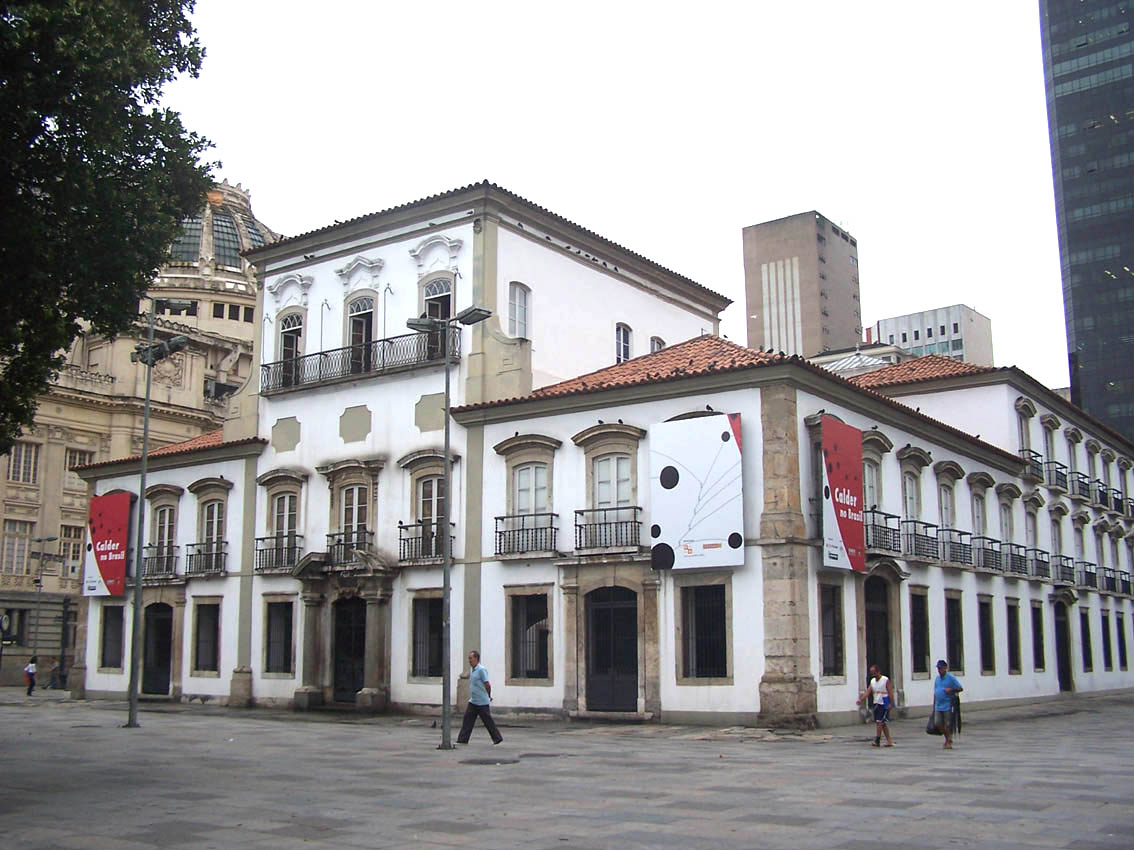
Paço Imperial, palacio del siglo XVIII que sirvió como sede para el gobierno colonial, el rey João IV de Portugal y los dos emperadores de Brasil.

En 1808, huyendo de la invasión napoleónica, la Familia Real portuguesa se instaló en Río de Janeiro. La época fue marcada por diversos cambios económicos en la región, con la apertura de los puertos para naciones amigas de Portugal - es decir, el Reino Unido - en 1810, y la elevación de Brasil a Reino Unido de Portugal Brasil y Algarve el 1816. El 1821 el Rey João VI vuelve a Portugal, dejando su primogénito, Pedro de Alcántara como Príncipe-Regente de Brasil. Pedro declara la independencia de Brasil el 7 de septiembre de 1822 y se torna el emperador Pedro I de Brasil.
Con la independencia de Brasil el 1822, la región Sudeste se hizo el centro financiero del país. Pedro I, que tenía el apoyo de la élite rural al declarar la independencia, abdicó el trono a la favor de su hijo, Pedro II el 1830. Después de un periodo de regencia marcado por inestabilidad política, Pedro asumió el trono el 1841.
A partir de los años 1840 las plantaciones de café se esparcieron por toda la región, principalmente en el valle del río Paraíba do Sul y en el oeste del estado de São Paulo, haciéndose la base de la economía brasileña. Se usó inicialmente del trabajo esclavo, pero con la abolición de la esclavitud el 1888 la falta de mano de obra se resolvió con la llegada de una gran masa de inmigrantes europeos, principalmente italianos y, a partir del año 1908, japoneses.
En 1889 la monarquía es derribada y es proclamada la República en Brasil, dando inicio a una política en que las oligarquías de los estados de São Paulo y Minas Gerais se revezaban en el poder. Mientras eso, empezaba la industrialización del estado de São Paulo, con manufacturas de textiles, jabón y ropas, que empleaban principalmente inmigrantes italianos y españoles.
En fines de los años 1920, con la caída de la Bolsa de Nueva York, el precio del café cayó en el mercado internacional. Después de la llamada Revolución de 1930 el presidente Getúlio Vargas impulsó la industrialización con la implantación de una industria de base, la Compañía Siderúrgica Nacional en Volta Redonda, estado de Río de Janeiro, el 1943, además de comprar el excedente de producción de café de los productores, lo que les permitió tener dinero para comprar bienes y aplicar en otras actividades, como la industria. Gradualmente hubo también la expansión de las industrias de bienes de capital y de la de bienes de consumo.
En los años 1950 Juscelino Kubitschek, primeramente como gobernador de Minas Gerais y después como presidente de la República (1956-1961) dio, a través de obras de infraestructura - carreteras, hidroeléctricas, estímulo a la construcción de viviendas - un nuevo impulso al crecimiento. Cuando fue gobernador de Minas Gerais, Juscelino inauguró las hidroeléctricas de Furnas y Três Marias y algunas carreteras en su estado, y cuándo fue presidente estimuló la implantación de la industria automovilística y de piezas de automóvil en São Paulo, así como las industrias de bienes de consumo duradero, inaugurando también carreteras, como la rodovia Fernão Dias, entre São Paulo y Belo Horizonte.
El estado de São Paulo, en particular la ciudad de São Paulo y algunas ciudades vecinas, como Santo André, São Bernardo do Campo, São Caetano do Sul, Mauá y Guarulhos recibieron las nuevas industrias y tuvieron rápido crecimiento de sus poblaciones. Esta rápida y desorganizada urbanización traje como consecuencia un aumento del número de personas viviendo en viviendas precarias en las grandes ciudades, saturación del viario urbano, dificultades en la recolecta de basura y aumento de la violencia.
A partir de los años 1970 los gobiernos militares estimularon la instalación de industrias de equipamientos electrónicos en la Zona Franca de Manaus, en el norte del país, además de la construcción de carreteras y otras obras con miras a poblar aquella región considerada estratégica. Sin embargo eso no trajo impacto significativo en la participación del Sudeste en el PIB brasileño en los años siguientes, pues a pesar de la salida de algunas industrias de los grandes centros, un sector de servicios cada vez más sofisticado se fue desarrollando.

## Economía

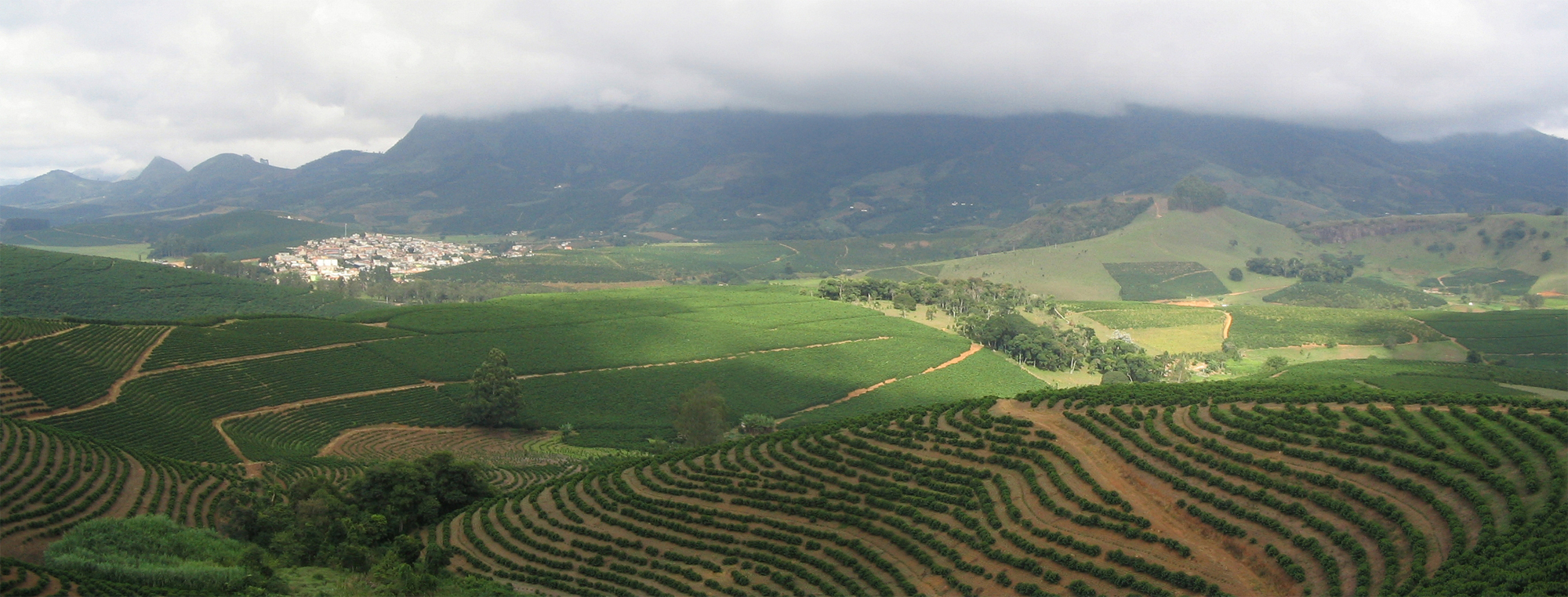
Plantación de café en Minas Gerais.

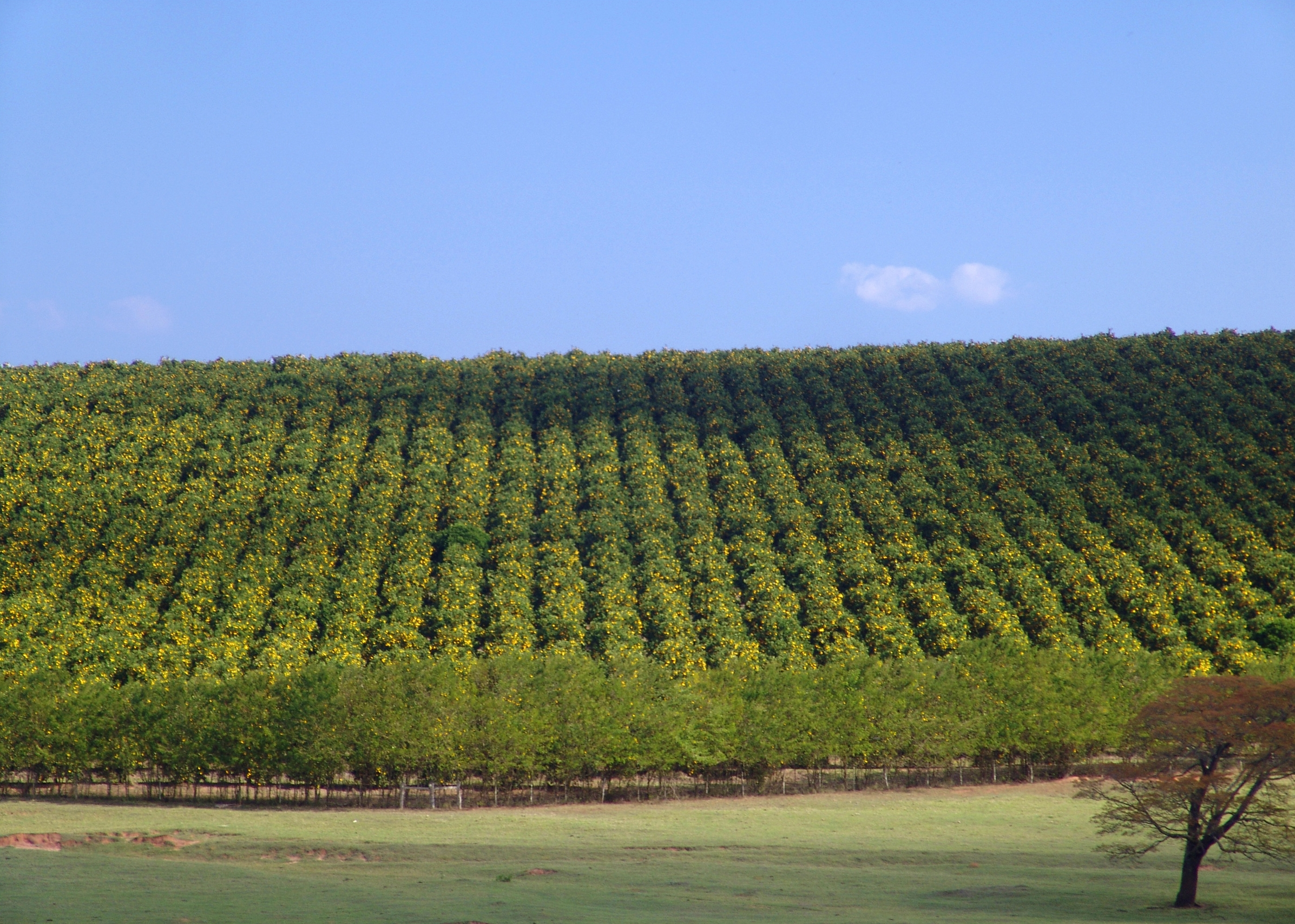
Plantación de naranja en São Paulo.

La agricultura es practicada en todos los estados de la región. Los principales productos agrícolas cultivados son:
- café (85% de la producción del país, que es el mayor productor del mundo);
- caña de azúcar (65% de la producción del país, que es el mayor productor del mundo);
- naranja (85% de la producción del país, que es el mayor productor del mundo);
- limón (80% de la producción del país, que es el quinto productor más grande del mundo);
- maní (90% de la producción del país, que es el 14.º productor más grande del mundo);
- banano (35% de la producción del país, que es el séptimo productor mundial);
- sorgo (30% de la producción nacional, siendo el país el séptimo productor mundial);
- tomate (44% de la producción nacional, siendo el país el 10° productor mundial);
- caqui (70% de la producción nacional, siendo el país el sexto productor más grande del mundo);
- mandarina (60% de la producción nacional, siendo el país el sexto productor más grande del mundo);
- papaya (40% de la producción nacional, siendo el país el segundo productor más grande del mundo);
- piña (27% de la producción nacional, siendo el país el 3.er productor mundial);
- yuca (13% de la producción nacional, siendo el país el quinto productor mundial).

Todavía produce cantidades considerables de frijoles (más del 20% de la producción nacional, siendo el país el 3.er productor mundial), soja (7% de la producción del país, que es el productor más grande del mundo), fresa, patata y zanahoria.
La ganadería también es practicada en todos los estados de la región. El mayor rebaño es lo de bovinos y el estado de Minas Gerais es el principal creador. Caballos y cerdos también son encontrados.

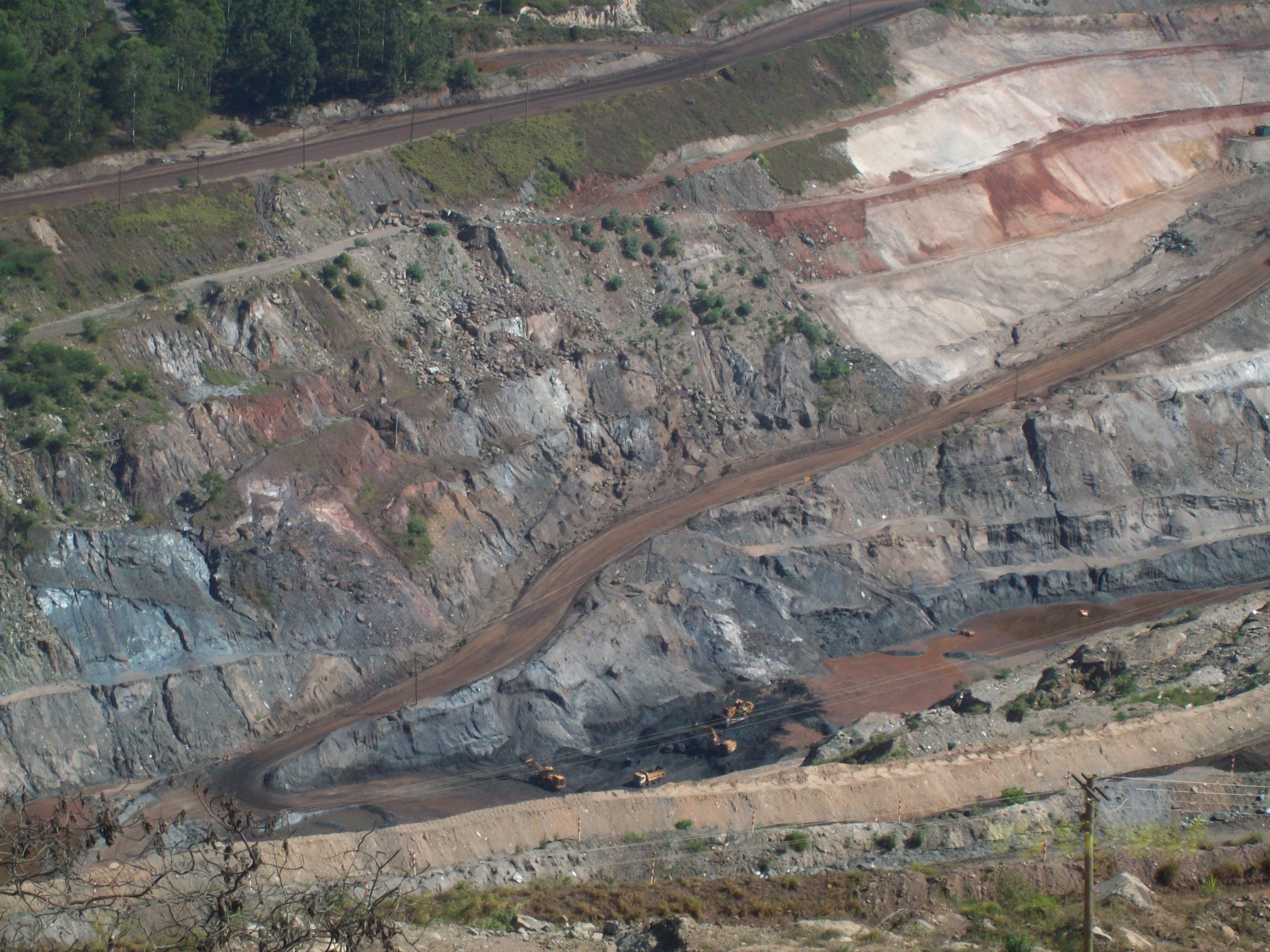
Mina de hierro en Minas Gerais.

En la región Sudeste, se practica la minería. Las mayores yacimientos son encontradas en el estado de Minas Gerais. En la producción mineral, en 2017, Minas Gerais fue el mayor productor del país de hierro (277 millones de toneladas por un valor de R$ 37,2 mil millones), oro (29,3 toneladas por un valor de R$ 3,6 mil millones), zinc (400 mil toneladas por un valor de R$ 351 millones) y niobio (en forma de clorhidrato) (131 mil toneladas por un valor de R$ 254 millones). Además, Minas fue el segundo mayor productor de aluminio (bauxita) (1,47 millones de toneladas a un valor de R$ 105 millones), tercero de manganeso (296 mil toneladas a un valor de R$ 32 millones) y quinto de estaño (206 toneladas por un valor de R$ 4,7 millones). Minas Gerais tenía el 47,19% del valor de la producción de minerales comercializados en Brasil (primer lugar), con R$ 41,7 mil millones. El estado tiene la mayor producción de varias piedras preciosas y semipreciosas en el país. En aguamarina, Minas Gerais produce las piedras más valiosas del mundo. En diamante, Brasil fue el mayor productor de diamantes del mundo desde 1730 hasta 1870, la minería se produjo por primera vez en la Serra da Canastra, región de Diamantina, incluso bajando el precio de la piedra en todo el mundo debido al exceso de producción. Minas Gerais continúa extrayendo diamantes, además de tener producciones a mayor o menor escala de ágata, esmeralda, granate, jaspe y zafiro. Topacio y turmalina se destacan. En el topacio, Brasil tiene la variedad más valiosa del mundo, el topacio imperial, solo producido en Ouro Preto. Además, el país es el principal productor mundial de topacio. También se encuentra entre los mayores productores mundiales de turmalina.

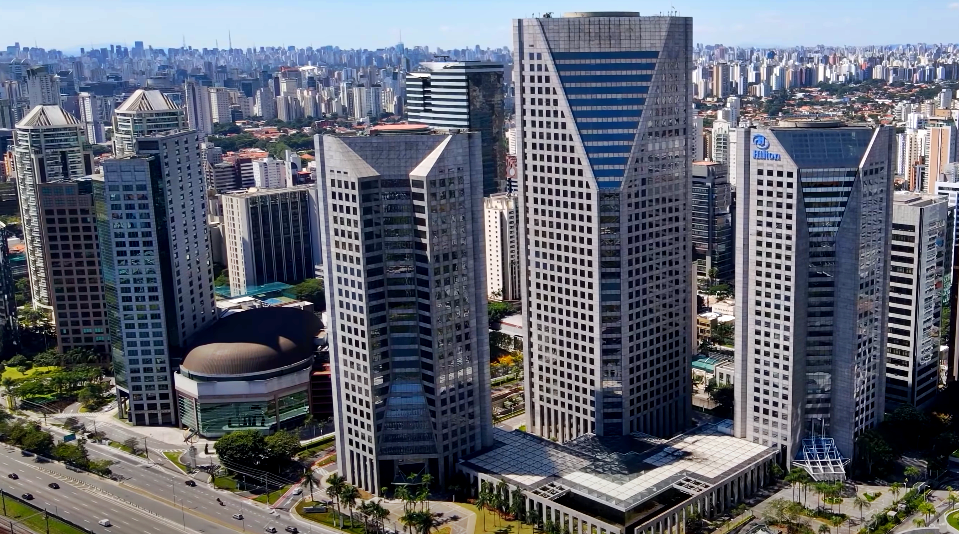
Edificios comerciales en la avenida Marginal Pinheiros, en São Paulo.

La economía del Sudeste es muy fuerte, desarrollada y diversificada. La región Sudeste pertenece la principal región geoeconómica del país en términos económicos.
Se destacan las siguientes industrias:
- naval y petrolífera, en el estado de Río de Janeiro y en Espírito Santo, que presenta varios campos petrolíferos que se localizan tanto en tierra, cuanto en mar. Los dos estados son los principales productores de petróleo del país;
- automovilística, en São Paulo y Minas Gerais;
- siderurgia, en São Paulo, Río de Janeiro, Minas Gerais y Espírito Santo;
- petroquímica, con varias refinerías en los estados de Río de Janeiro, São Paulo y Minas Gerais.
- celulosa, siendo que la mayor empresa del mundo en producción de la celulosa, a Aracruz Celulose, se localiza en el estado de Espírito Santo.[15]

Existen también industrias de alimentos, de transformación de productos agrícolas, de bebidas, de muebles, y otras.

### Agricultura

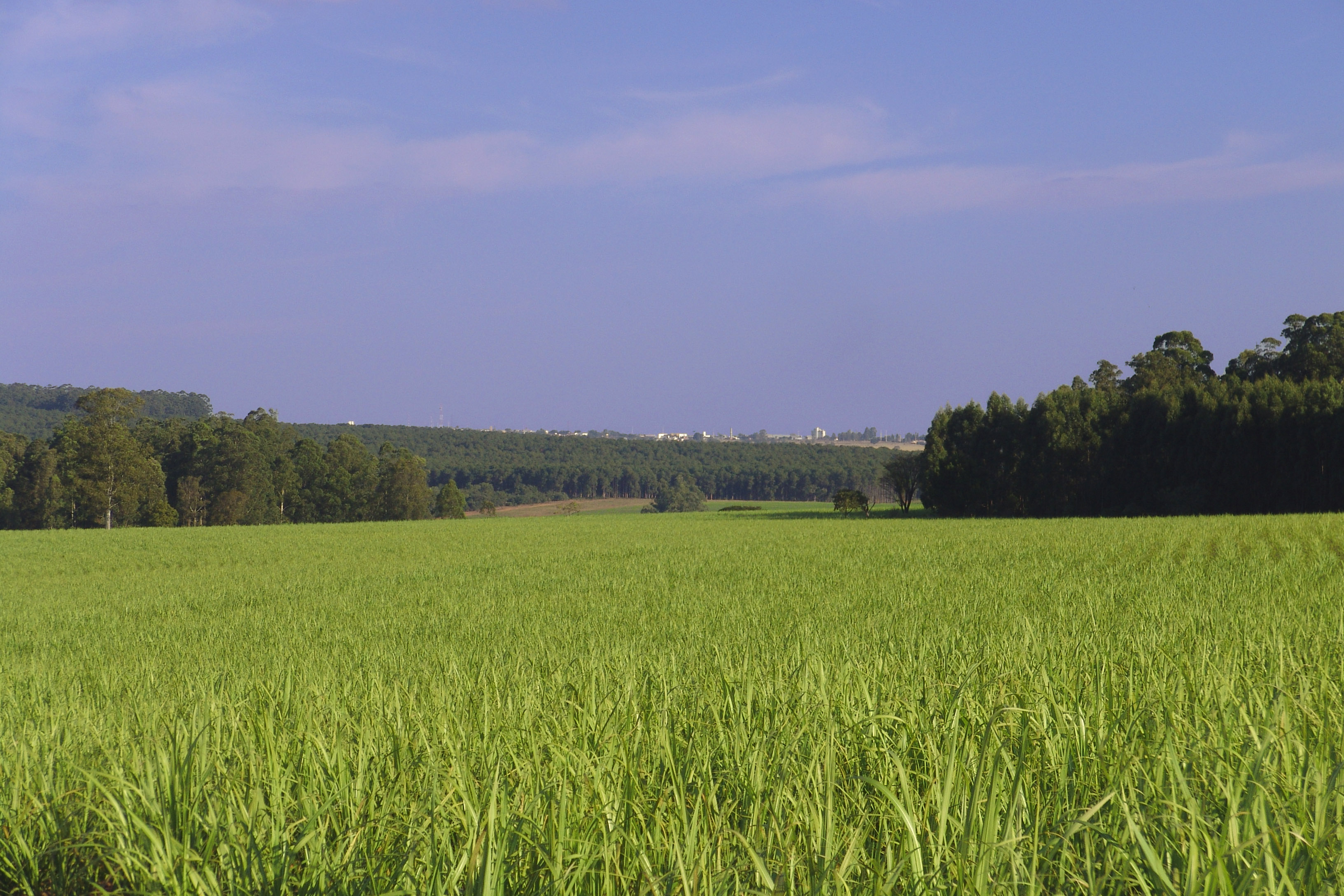
Caña de azúcar, una de las culturas más practicadas en la región. En la foto una plantación de cañas en la ciudad de Avaré, interior de São Paulo.

El sector agropecuario se presenta muy desarrollado y diversificado. La existencia de un sector agrícola fuerte en esa región se debe a la existencia de extensos y fértiles suelos (la llamada Terra roxa). Aunque el café haya sido la fuerza económica pionera de la ocupación del estado de São Paulo y de su gran desarrollo económico, su cultivo se ha reducido cada vez más, siendo actualmente la principal región productora el sur del estado de Minas Gerais]. Actualmente el café es plantado junto con otras culturas o está enteramente sustituido.
Se destacan en la producción agrícola regional la caña de azúcar, la soya y la naranja. El Sudeste es responsable por la mayor parte de la producción de caña de azúcar del país, concentrada en la región de Campos dos Goytacazes, en la Zona de la Mata, en Minas Gerais y en el estado de São Paulo (50% del total nacional). El cultivo de soya presenta creciente avance, pues es anchamente utilizado en la industria de aceites y de comida para animales, siendo una gran parte exportada. La producción de naranjas es en su mayor parte destinada a la industrialización y exportación de jugo, y se hace principalmente en el estado de São Paulo, responsable por 80% del total nacional. También son productos de destaque en la agricultura del Sudeste, el algodón, el maíz, el arroz, el ricino y el maní, entre otros.

### Ganadería

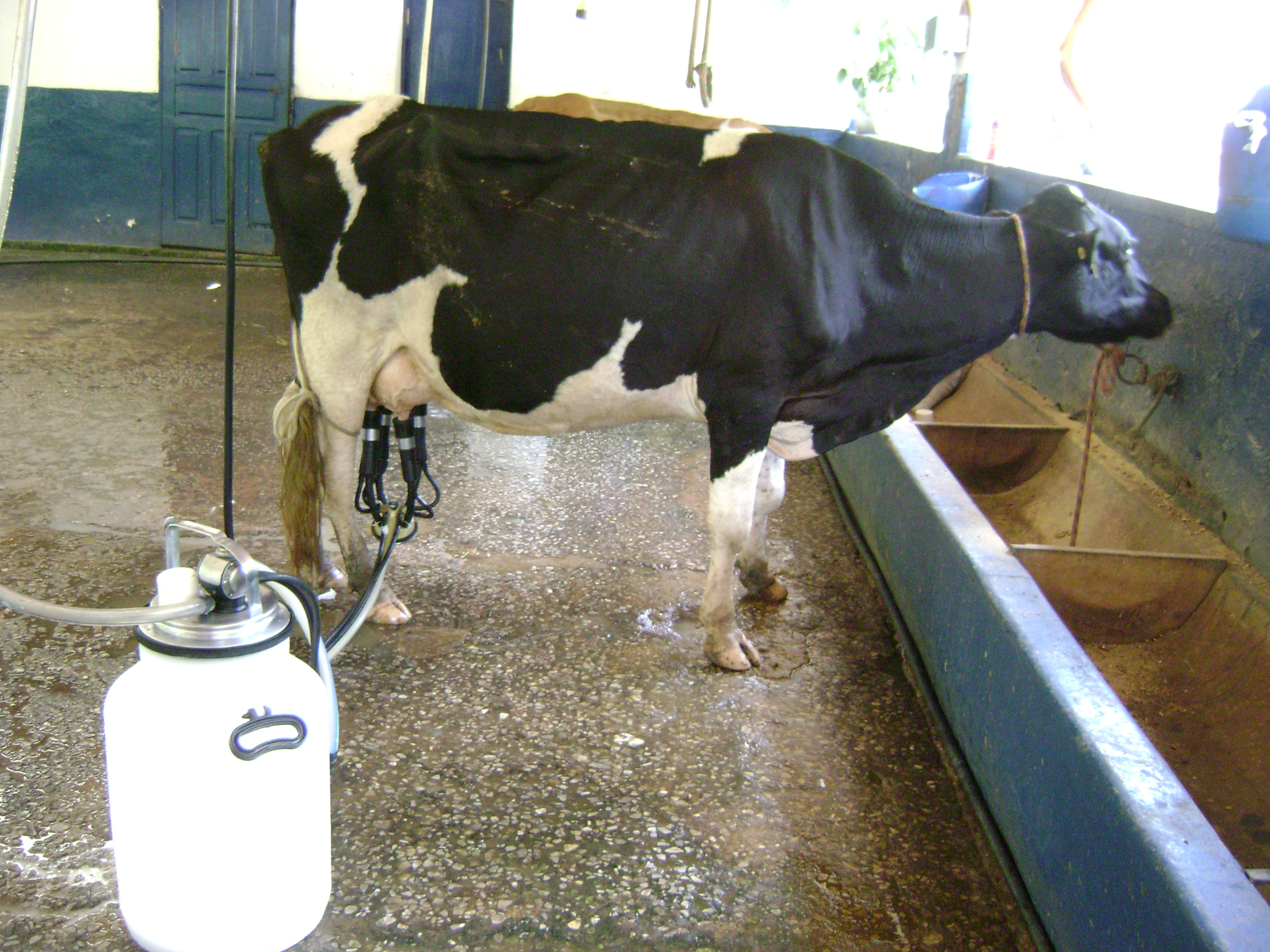
Extracción de leche en Minas Gerais.

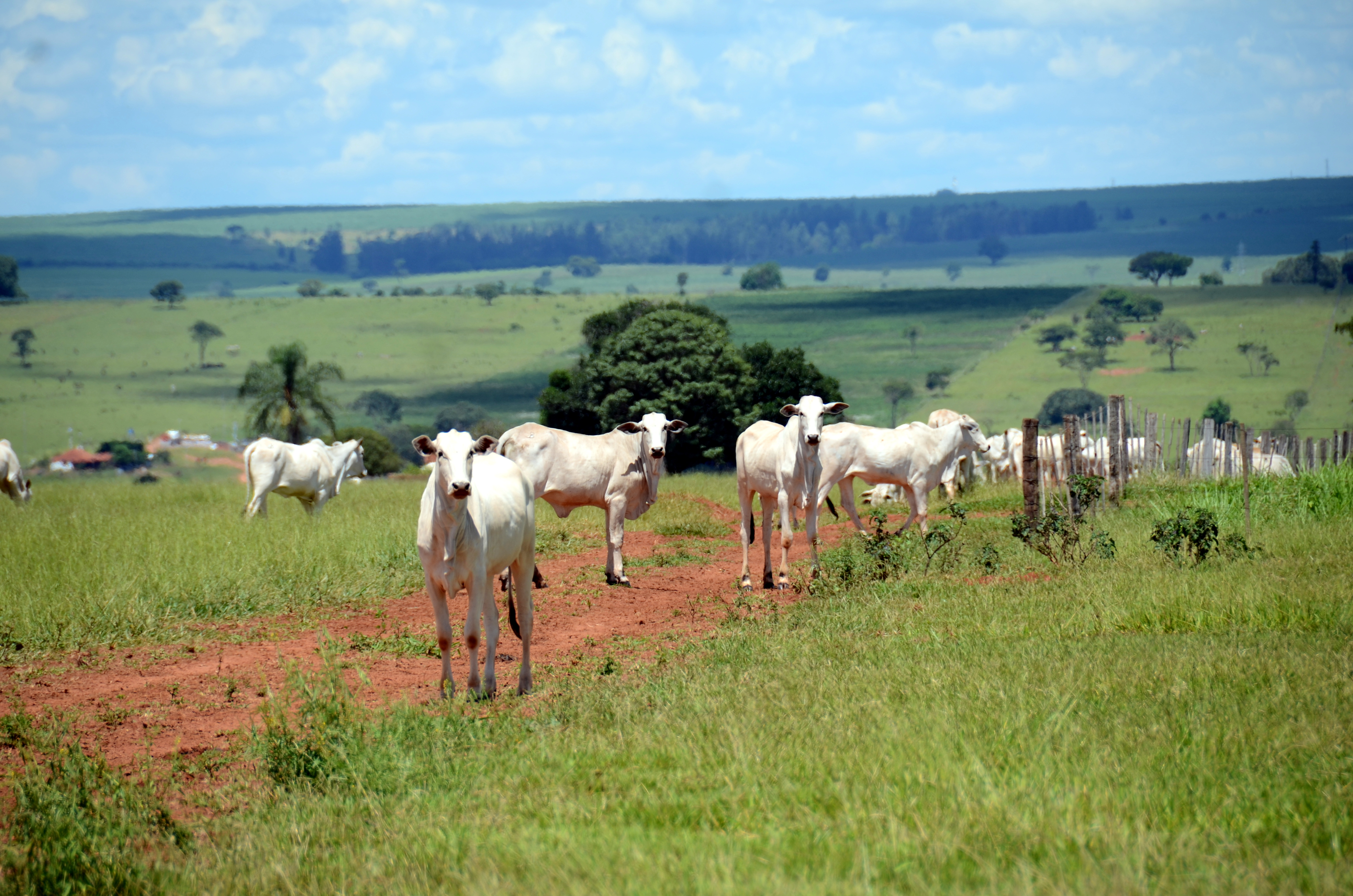
Ganado en São Paulo

La ganadería también tiene grande destaque en la región, siendo su rebaño bovino el segundo más grande del país. La gran producción de carne bovina y porcina permite la instalación y el desarrollo de frigoríficos e industrias de lacticínios (ganadería lechera). La creación de aves (avicultura) y la producción de huevos son las más grandes del país (aproximadamente 40% del total nacional), concentrándose en el estado de São Paulo.
El Sudeste es el segundo productor nacional de leche, con un 34,2%, perdiendo por poco frente a la Región Sur, que produce el 35,7%. El sureste tiene el mayor rebaño de vacas ordeñadas: 30,4% del total de 17,1 millones existentes en Brasil. La mayor productividad, sin embargo, es la de la Región Sur, con un promedio de 3284 litros por vaca por año, por lo que lidera el ranking de producción de leche desde 2015. Minas Gerais es el principal estado productor de leche de Brasil, con el mayor también es eficaz para las vacas ordeñadas, responsables del 26,6% de la producción y del 20,0% del total de animales en leche. El municipio de Patos de Minas fue el segundo mayor productor en 2017, con 191,3 millones de litros de leche.
La avicultura (avicultura) y la producción de huevos son las más importantes del país. Las bandadas de aves de corral, según el IBGE, incluyen pollos, gallos, gallinas y pollitos. En 2018, la región Sur, con énfasis en la creación de pollos para sacrificio, fue responsable de casi la mitad del total brasileño (46,9%). Paraná solo representó el 26,2%. Sin embargo, la situación se invierte cuando se trata de pollos. La primera región del ranking fue Sudeste, con el 38,9% de la cabecera total del país. Se estimó un total de 246,9 millones de gallinas para 2018. El estado de São Paulo fue responsable del 21,9%. La producción nacional de huevos de gallina fue de 4,4 mil millones de docenas en 2018. La región Sudeste fue responsable del 43,8% del total producido. El estado de São Paulo fue el mayor productor nacional (25,6%), con un total de 16,8 millones de aves. El Sudeste es responsable del 64%, destacando São Paulo (24,6%) y Espírito Santo (21,0%).

### Industria

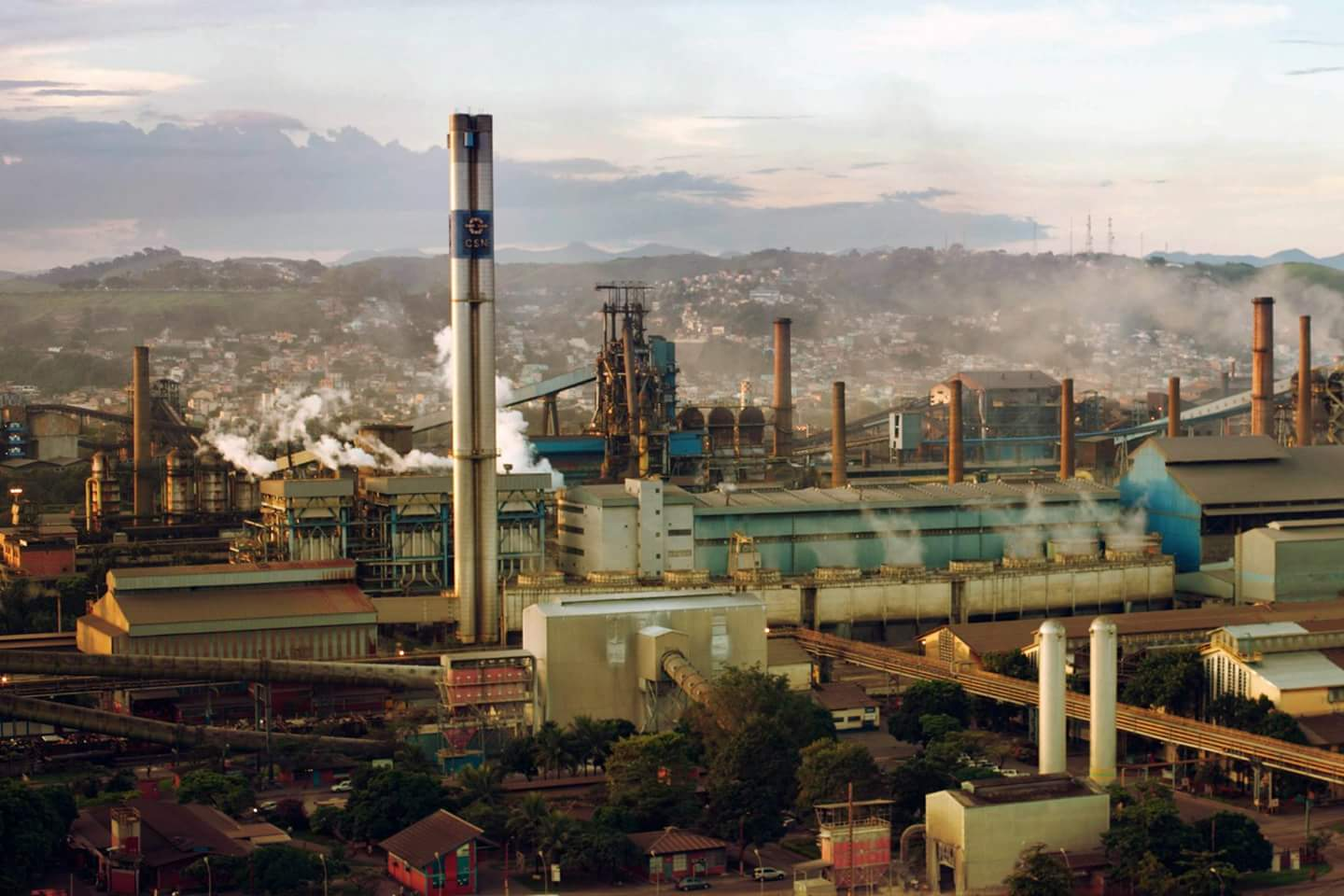
Fabricante de acero CSN, en Río de Janeiro.

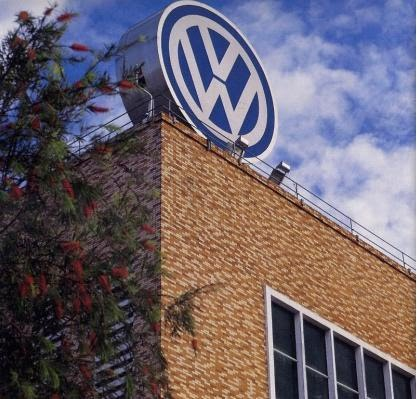
Fábrica de Volkswagen en São Paulo

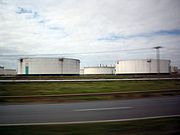
REPLAN, la principal refinería en producción de petróleo de la Petrobras, ubicada en Paulínia, estado de São Paulo.

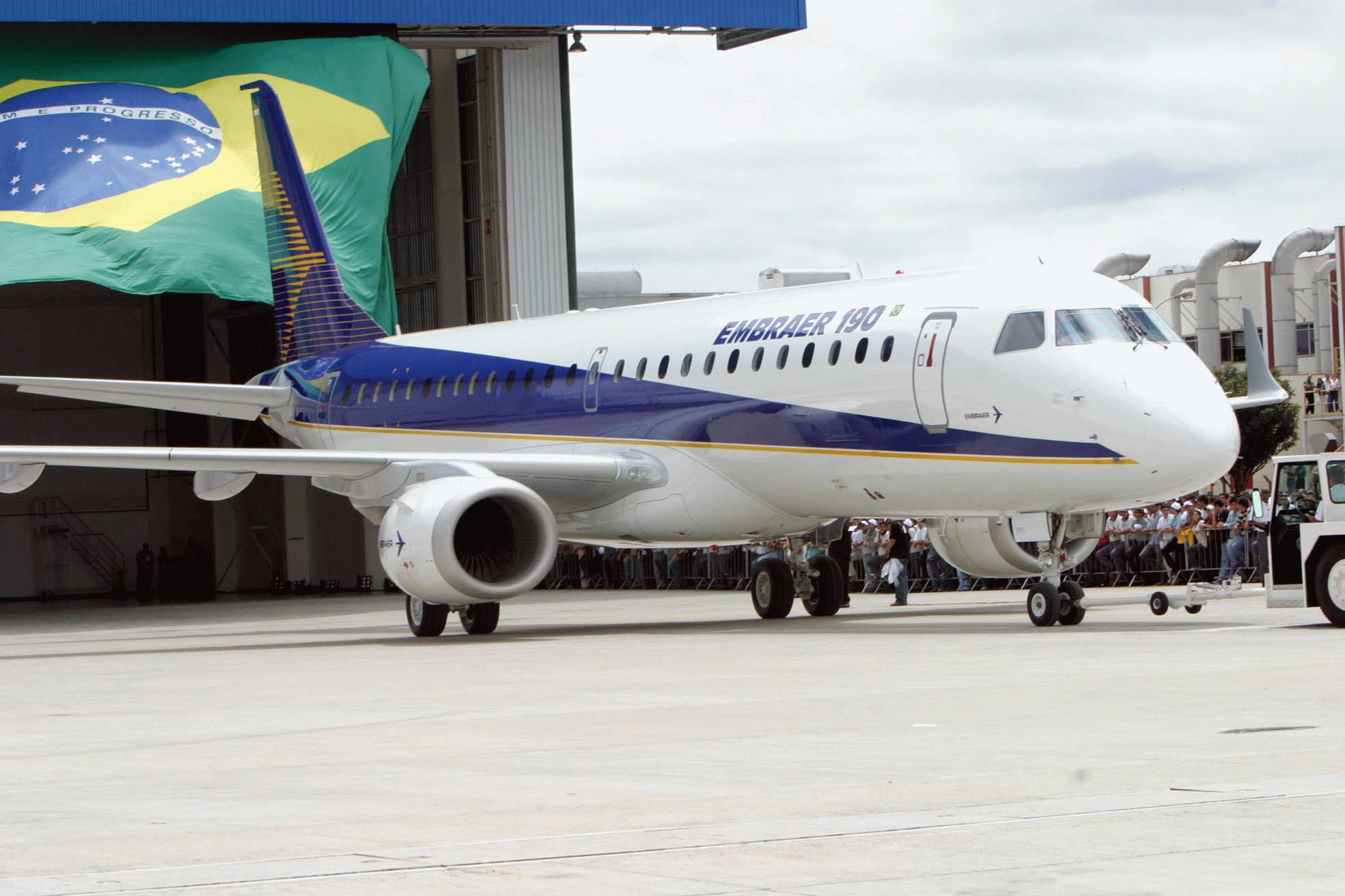
Embraer Y-190, avión desarrollado por la empresa Embraer que tiene sede de operación en São José dos Campos, interior de São Paulo.

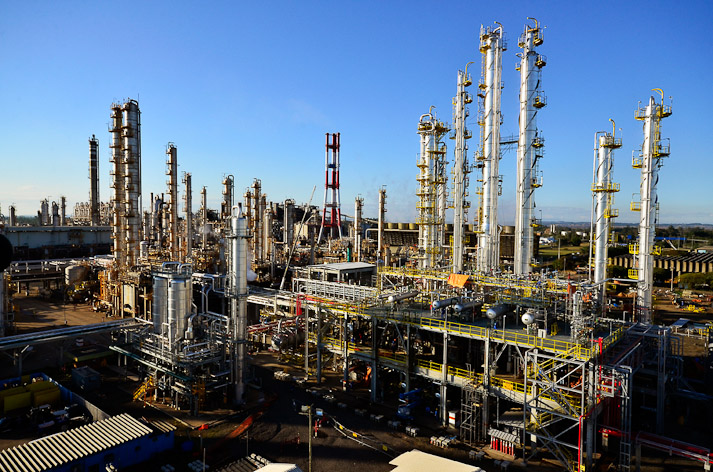
Industria química Braskem en São Paulo

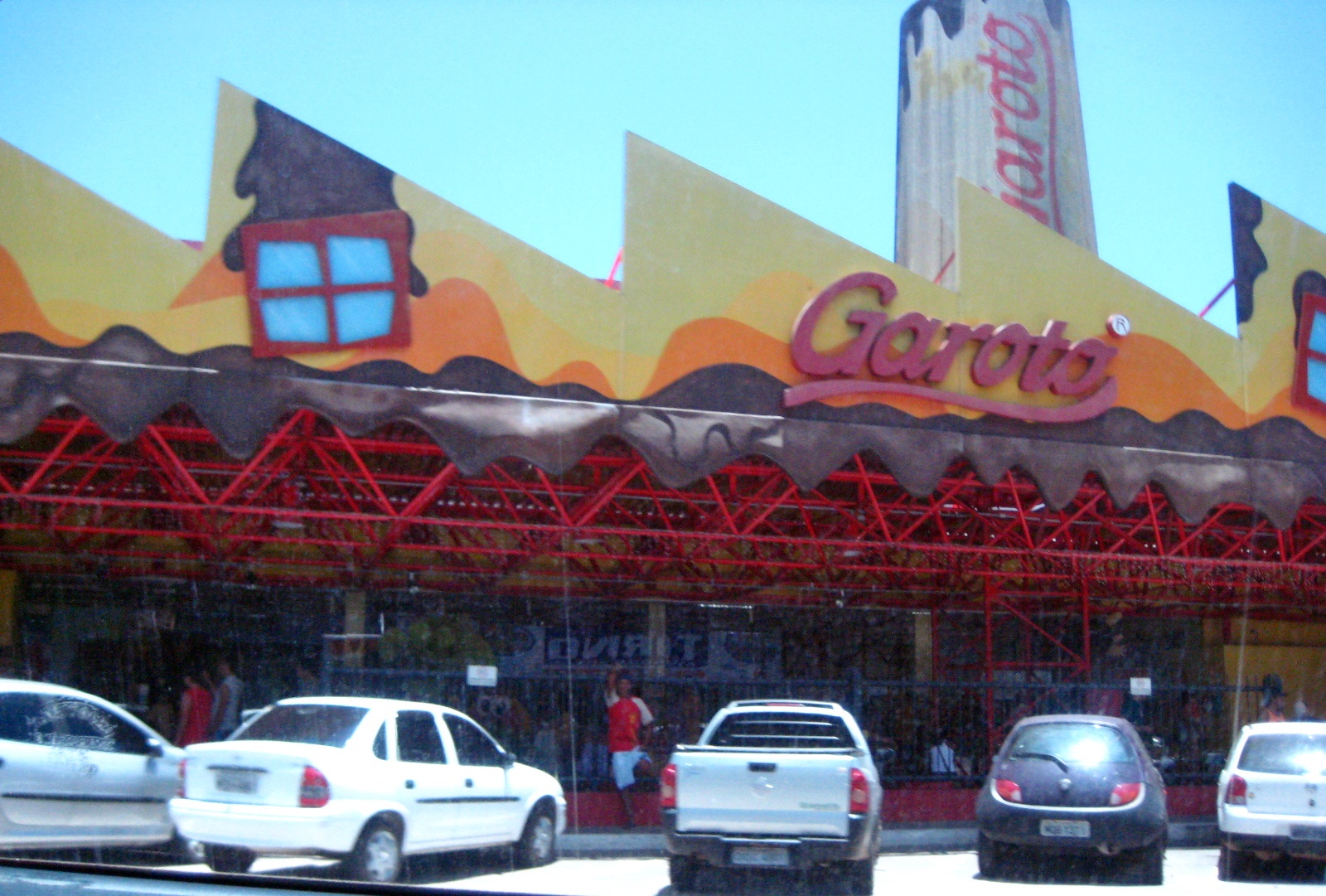
Fábrica de Chocolate Garoto, en Espírito Santo.

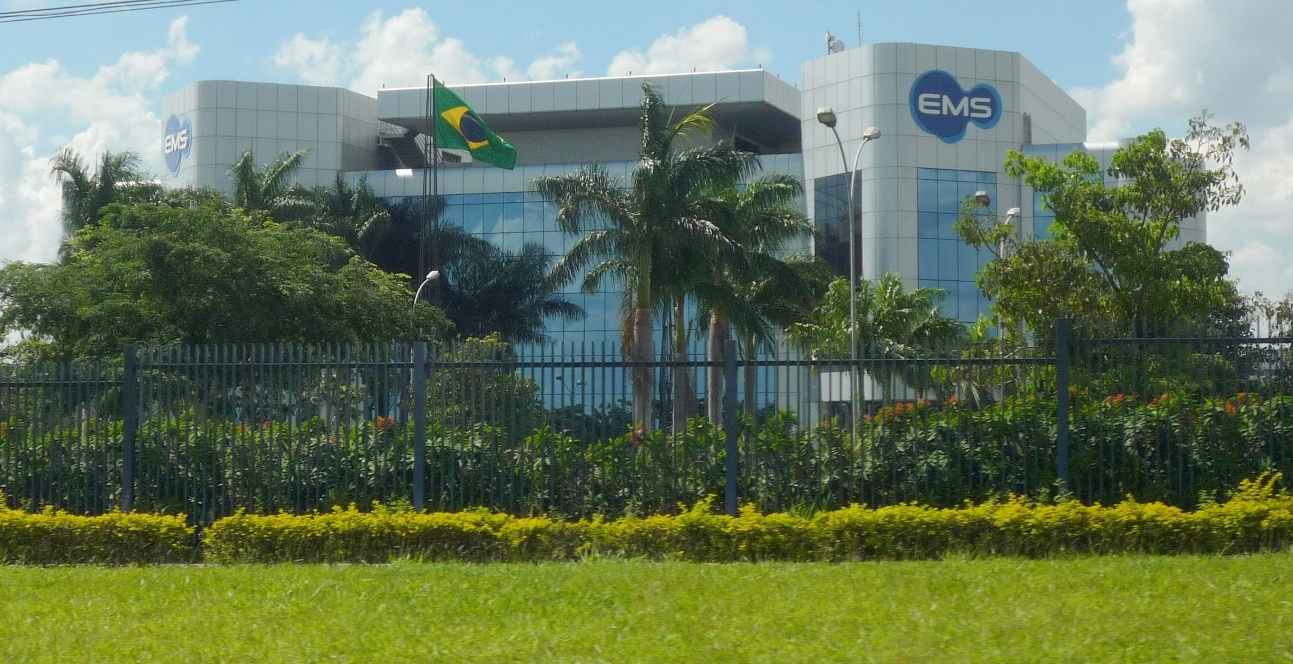
Industria farmacéutica EMS en São Paulo

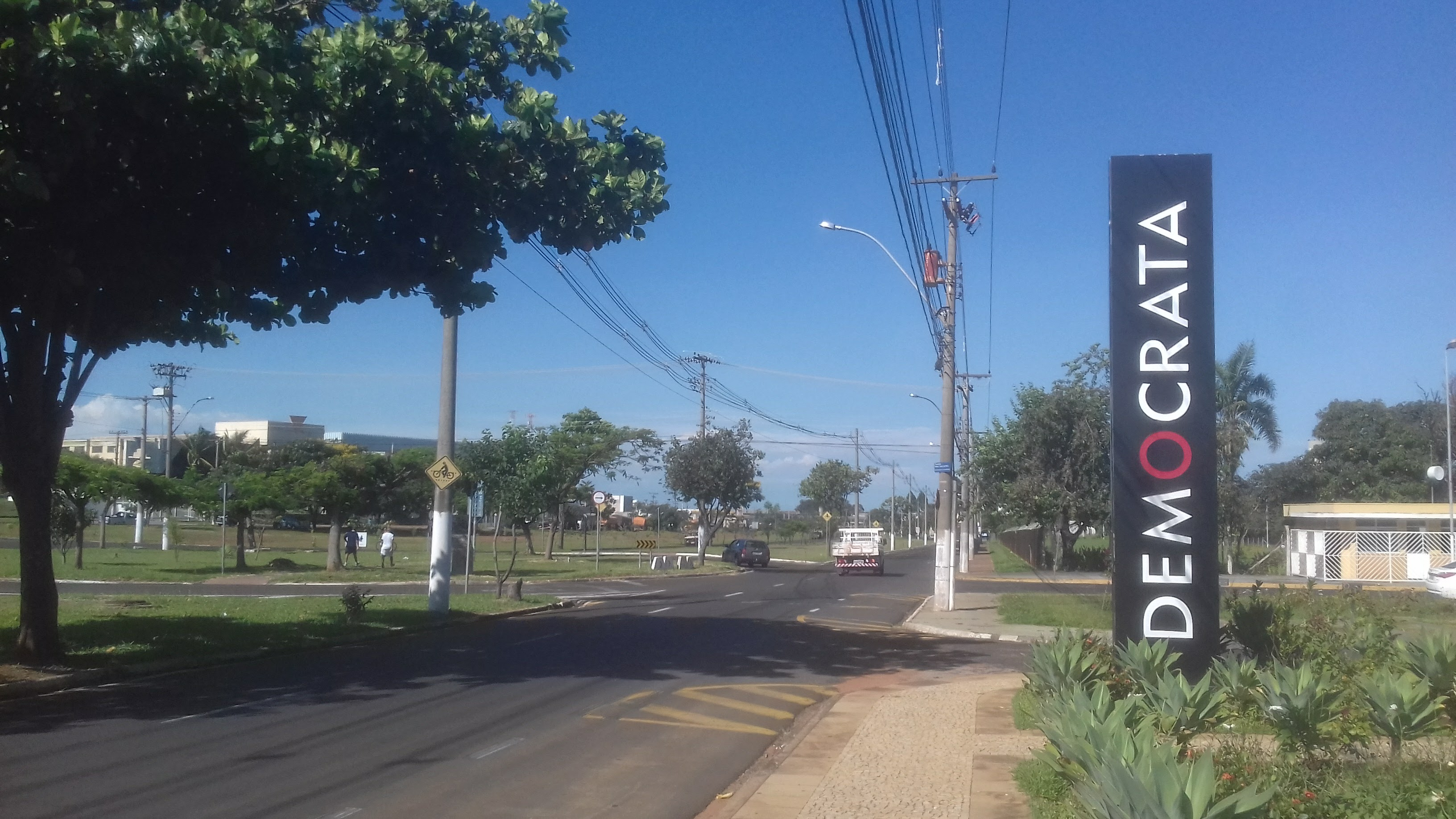
Pórtico de la fábrica de calzado para hombre demócrata en Franca

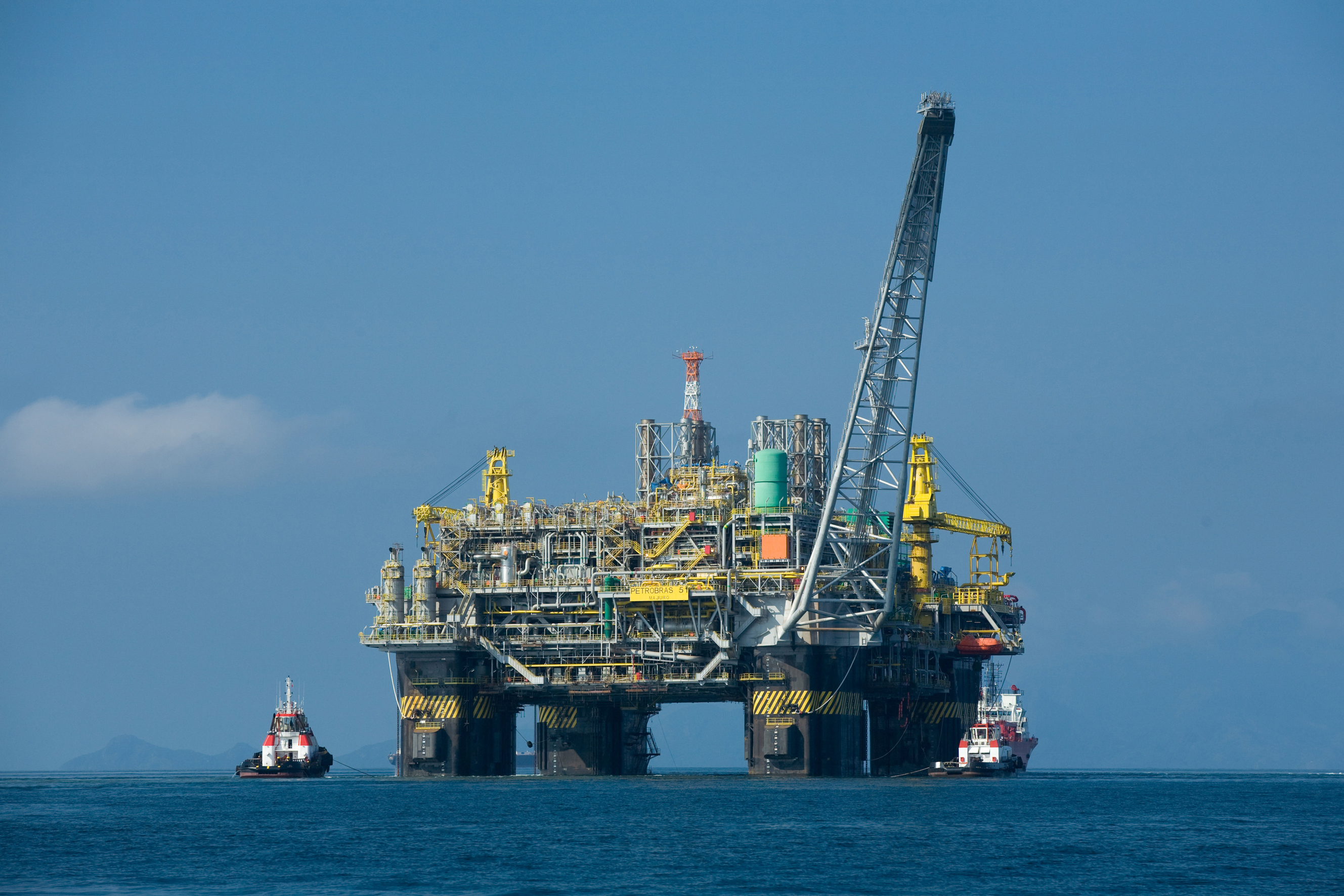
Plataforma P-51, para la producción de petróleo y gas natural en Río de Janeiro

En la región Sudeste, se inició la industrialización del país, haciéndose la industria de transformación la principal fuente de renta y trabajo en sus estados. El estado de São Paulo se hizo el mayor parque industrial de América del Sur.
La Región Sudeste tiene el 53% del PIB industrial de Brasil.
Las principales actividades industriales de la región son:
- Siderurgia y metalurgia: ES en esa región que está localizada la primera industria de este tipo, la Companhia Siderúrgica Nacional - CSN, en la ciudad de Volta Redonda, debido a proximidad con una gran área de minería de hierro, el llamado quadrilátero ferrífero, en el estado de Minas Gerais. También está instalada en la región la Usiminas, en Ipatinga, que hoy es la mayor productora de acero bruto del país, y la Compañía Siderúrgica de Tubarão, en Vitória, la tercera más siderúrgica de Brasil. La Región Sudeste produce alrededor del 90% del acero del país.

En Brasil, el sector del automóvil representa alrededor del 22% del PIB industrial. La Gran Región de ABC, en São Paulo, es el primer centro y el mayor centro automovilístico de Brasil. Cuando la manufactura del país estaba prácticamente restringida a ABC, el Estado representaba el 74,8% de la producción brasileña en 1990. En 2017, este índice disminuyó a 46,6%, y en 2019, a 40,1%, debido a una Fenómeno de internalización de la producción de vehículos en Brasil, impulsado por factores como los sindicatos, que hicieron excesivos los cargos laborales y de nómina, desalentaron las inversiones y favorecieron la búsqueda de nuevas ciudades. El desarrollo de las ciudades ABC ayudó a frenar el atractivo, debido al aumento de los costos inmobiliarios y la mayor densidad de áreas residenciales. Sul Fluminense (Río de Janeiro) ya era el segundo polo más grande en 2017, pero en 2019 cayó al cuarto lugar, detrás de Paraná (15%) y Minas Gerais (10,7%). En el Sureste hay fábricas de GM, Volkswagen, Fiat, Ford, Honda, Toyota, Mitsubishi, Nissan, Hyundai, Mercedes-Benz, Land Rover, Citroën/Peugeot, Scania e Iveco.
En la producción de tractores, en 2017, los principales fabricantes en Brasil fueron John Deere, New Holland, Massey Ferguson, Valtra, Case IH y el brasileño Agrale. Todos tienen fábricas en el sureste, básicamente en São Paulo.
- Petrolífera: el petróleo es explorado en plataformas continentales localizadas sobre todo en la Cuenca de Campos, en el estado de Río de Janeiro (que produce 80% del petróleo consumido en el Brasil). El estado de Espírito Santo es actualmente el segundo más grande productor de petróleo del Brasil con reservas totales de 2,5 mil millones de barriles; los campos petrolíferos del estado se ubican tanto en tierra cuanto en mar, en aguas rasas, profundas y ultra-profundas, conteniendo óleo leve y pesado y gas no-asociado.[23] El estado de Río de Janeiro presenta gran importancia en la prospección de petróleo, mientras que el estado de São Paulo presenta una gran importancia en la actividad de refino, estando localizado en ese estado las principales refinerías del país, de entre ellas, la REPLAN - Refinería del Planalto, la principal del país. Además del petróleo, hay la extracción de gas natural de la cuenca marítima de Santos y hay hasta algunos años atrás, había la extracción de betún en el valle del río Paraíba.

- Alta tecnología: En esa región está localizado el llamado "valle del silicio brasileño", constituido por las ciudades de São Paulo, São José dos Campos, São Carlos y Campinas. Esas cuatro ciudades concentran industrias de informática, telecomunicaciones, electrónica y de otras actividades que envuelvan alta tecnología; además de poseer importantes centros de investigación e importantes universidads, como el Instituto Tecnológico de Aeronáutica - ITA, en São José dos Campos. Brasil tiene dos grandes centros de producción de productos electrónicos, ubicados en la Región Metropolitana de Campinas, en el Estado de São Paulo, y en la Zona de Libre Comercio de Manaus, en el Estado de Amazonas. Hay grandes compañías tecnológicas de renombre internacional, así como parte de las industrias que participan en su cadena de suministro. El país también tiene otros centros más pequeños, como los municipios de São José dos Campos y São Carlos, en el estado de São Paulo. En Campinas hay unidades industriales de grupos como General Electric, Samsung, HP y Foxconn, un fabricante de productos de Apple y Dell. São José dos Campos, se centra en la industria de la aviación. Aquí es donde se encuentra la sede de Embraer, una empresa brasileña que es el tercer mayor fabricante de aviones del mundo, después de Boeing y Airbus. En la producción de teléfonos celulares y otros productos electrónicos, Samsung produce en Campinas; LG produce en Taubaté; Flextronics, que produce teléfonos celulares Motorola, produce en Jaguariúna; y Semp-TCL produce en Cajamar. En Santa Rita do Sapucaí, Minas Gerais, 8 mil empleos están vinculados al sector, con más de 120 empresas. La mayoría produce equipos para la industria de las telecomunicaciones, como decodificadores, incluidos los utilizados en la transmisión del sistema de televisión digital.[24][25][26]

En 2011, Brasil tenía la sexta industria química más grande del mundo, con ventas netas de 157 mil millones de dólares, o el 3,1% de las ventas mundiales. En ese momento, existían 973 fábricas de productos químicos para uso industrial. Se concentran en la Región Sudeste, principalmente en São Paulo. En 2018, el sector químico brasileño fue el octavo más grande del mundo, representando el 10% del PIB industrial nacional y el 2.5% del PIB total. En 2020, las importaciones ocuparán el 43% de la demanda interna de productos químicos. Desde 2008, el uso promedio de la capacidad en la industria química brasileña ha estado en un nivel considerado bajo, que oscila entre 70 y 83%.
En Industria alimentaria, en 2019, Brasil fue el segundo mayor exportador de alimentos procesados del mundo, con un valor de U $ 34,1 mil millones en exportaciones. Los ingresos de la industria brasileña de alimentos y bebidas en 2019 fueron de R $ 699,9 mil millones, el 9,7% del producto interno bruto del país. En 2015, el sector industrial de alimentos y bebidas en Brasil comprendía 34.800 empresas (sin contar las panaderías), la gran mayoría de las cuales eran pequeñas. Estas compañías emplearon a más de 1,600,000 trabajadores, convirtiendo a la industria de alimentos y bebidas en el mayor empleador en la industria manufacturera. Hay alrededor de 570 grandes empresas en Brasil, que concentran una buena parte de los ingresos totales de la industria. São Paulo creó empresas como: Yoki, Vigor, Minerva Foods, Bauducco, Santa Helena, Marilan, Ceratti, Fugini, Chocolates Pan, Embaré, entre otros. Minas Gerais creó compañías de alimentos de importancia nacional como Itambé y Pif Paf Alimentos. Espírito Santo creó Chocolates Garoto y Río de Janeiro creó Piraquê y Granfino.
En Industria farmacéutica, la mayoría de las empresas en Brasil se han establecido en São Paulo y Río de Janeiro durante mucho tiempo. En 2019, la situación era que, debido a las ventajas impositivas ofrecidas en estados como Pernambuco, Goiás y Minas Gerais, las compañías dejaban RJ y SP e iban a estos estados. En 2017, Brasil fue considerado el sexto mercado farmacéutico más grande del mundo. Las ventas de medicamentos en farmacias alcanzaron alrededor de R $ 57 mil millones (US $ 17,79 mil millones) en el país. El mercado farmacéutico en Brasil tenía 241 laboratorios regularizados y autorizados para la venta de medicamentos. De estos, la mayoría (60%) tiene capital nacional. Las compañías multinacionales tenían aproximadamente el 52.44% del mercado, con un 34.75% en envases comercializados. Los laboratorios brasileños representan el 47.56% del mercado en ventas y el 65.25% en cajas vendidas. En la distribución de las ventas de medicamentos por estado, São Paulo ocupó el primer puesto: la industria farmacéutica de São Paulo tuvo una facturación de R $ 53,3 mil millones, el 76,8% de las ventas totales en todo el país. Las empresas que más se beneficiaron de la venta de medicamentos en el país en 2015 fueron EMS, Hypermarcas (NeoQuímica), Sanofi (Medley), Novartis, Aché, Eurofarma, Takeda, Bayer, Pfizer y GSK.
En la Industria del calzado, en 2019 Brasil produjo 972 millones de pares. Las exportaciones fueron de alrededor del 10%, llegando a casi 125 millones de pares. Brasil ocupa el cuarto lugar entre los productores mundiales, detrás de China, India y Vietnam, y el undécimo lugar entre los mayores exportadores. De los pares producidos, el 49% estaban hechos de plástico o caucho, el 28.8% estaban hechos de laminado sintético y solo el 17.7% estaban hechos de cuero. El polo más grande de Brasil se encuentra en Rio Grande do Sul, pero São Paulo cuenta con importantes centros de calzado, como el de la ciudad de Franca, especializada en calzado de hombre, en la ciudad de Jaú, especializada en calzado de mujer y en la ciudad de Birigui, especializada en calzado. niños. Jaú, Franca y Birigui representan el 92% de la producción de calzado en el estado de São Paulo. Birigui tiene 350 empresas, que generan alrededor de 13 mil empleos, produciendo 45.9 millones de pares por año. El 52% de los zapatos para niños en el país se producen en esta ciudad. De Birigui llegaron la mayoría de las fábricas de calzado infantil más famosas del país. Jaú tiene 150 fábricas que producen alrededor de 130 mil pares de zapatos de mujer baratos por día. El sector del calzado en Franca tiene alrededor de 550 empresas y emplea a unos 20,000 empleados. La mayoría de las fábricas de calzado para hombres más famosas del país provienen de São Paulo. Minas Gerais tiene un polo especializado en zapatos baratos y zapatos en Nova Serrana. La ciudad tiene alrededor de 830 industrias, que en 2017 produjeron alrededor de 110 millones de pares. Sin embargo, en general, la industria brasileña ha estado luchando para competir con el calzado chino, que tiene un precio inmejorable debido a la diferencia en la recaudación de impuestos de un país a otro, además de la ausencia de fuertes impuestos laborales brasileños en China, y el empresario brasileño ha tenido que invertir en productos de valor agregado, combinando calidad y diseño, para poder sobrevivir.
En Industria textil, Brasil, a pesar de estar entre los 5 mayores productores del mundo en 2013, y de ser representativo en el consumo de textiles y prendas de vestir, tiene muy poca inserción en el comercio mundial. En 2015, las importaciones brasileñas ocuparon el puesto 25 en el ranking (US $ 5,5 mil millones). Y en exportaciones, fue solo el 40.º en el ranking mundial. La participación de Brasil en el comercio mundial de textiles y prendas de vestir es solo del 0,3%, debido a la dificultad de competir en precio con los productores de la India y principalmente de China. El valor bruto de la producción, que incluye el consumo de bienes y servicios intermedios, de la industria textil brasileña correspondió a casi R $ 40 mil millones en 2015, 1,6% del valor bruto de la producción industrial en Brasil. São Paulo (37,4%) es el mayor productor. Las principales áreas productivas de São Paulo son la Región Metropolitana de São Paulo y Campinas. Minas Gerais tiene 8,51% (tercera producción más grande del país).
En industria de electrodomésticos, las ventas fueron de 12,9 millones de unidades en 2017. El sector tuvo su pico de ventas en 2012, con 18,9 millones de unidades. Las marcas que más vendieron fueron Brastemp, Electrolux, Consul y Philips. Brastemp es originario de São Bernardo do Campo. São Paulo fue también el lugar donde se fundó Metalfrio.

## Transportes

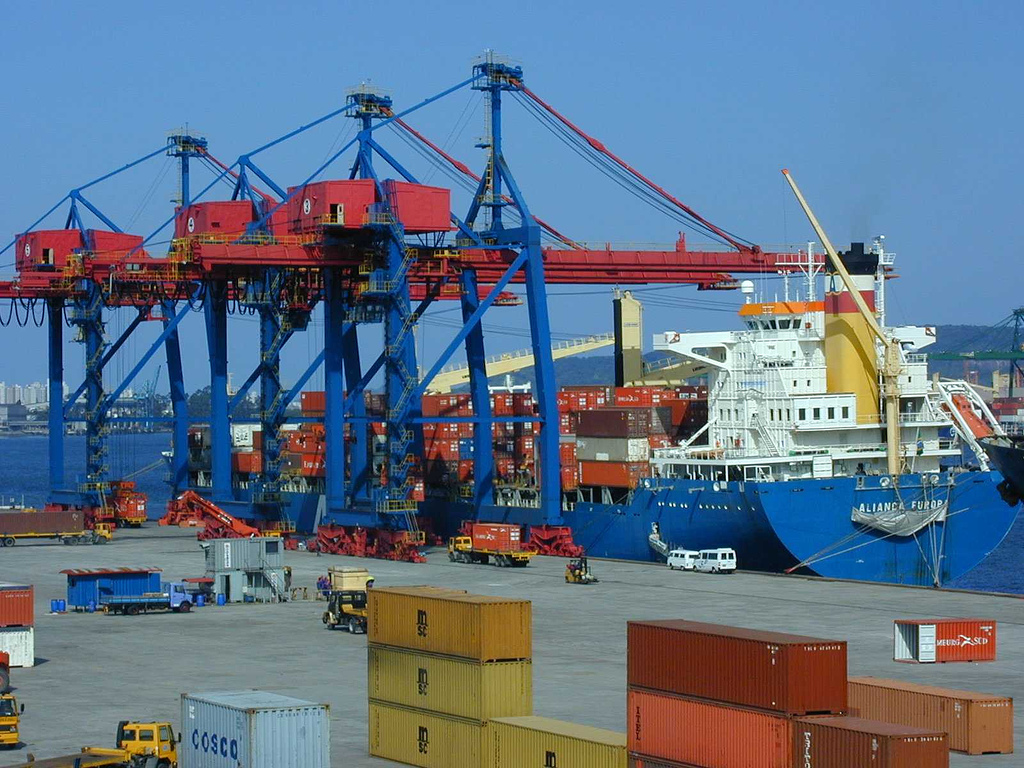
Puerto de Santos, en Santos, el principal puerto de Brasil.

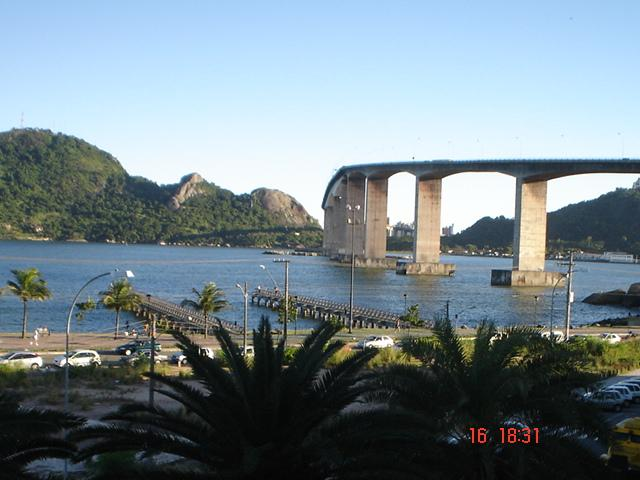
Tercer Puente, que conecta los municipios de Vitória y Vila Velha.

Por concentrar la mitad de la población brasileña y las ciudades más  de Perú y bien desarrolladas del país, la región Sudeste espiritual santo presenta de más alta tasa de urbanización y la mejor infraestructura de transportes de Brasil.
Su red ferroviaria, que se desarrolló principalmente en función de la expansión del café, representa prácticamente la mitad de todas la red de ferrocarriles de Brasil. El Sudeste cuenta aún con cerca de 35% de las carreteras del país, concentradas principalmente en el estado de São Paulo y Minas Gerais. Algunas de ellas — Rodovia dos Imigrantes, Rodovia Castelo Branco y otras — son comparables a las mejores y más seguras de América del Sur y de las Américas.
Los últimos años, sin embargo, la disminución de las inversiones gubernamentales no ha permitido la ampliación de la red de ferrocarriles y carreteras y ha perjudicado el mantenimiento de las ya existentes.
El desarrollo industrial de la región asociando a una política francamente exportadora del gobierno federal, funcionó como impulsor de la gran expansión portuaria del Sudeste, donde Santos y Río de Janeiro se proyectan como los puertos de mayor movimiento del país.
La región es bien servida también por modernos y bien equipados aeropuertos internacionales como Guarulhos, Congonhas, Galeão, Santos Dumont, Viracopos, Tancredo Neves (Confins) y Pampulha y por diversos aeropuertos que atienden al intenso tráfico aéreo doméstico y local. Por otro lado, la navegación fluvial es muy poco explorada, aunque haya tramos navegables en ríos como el Tietê y el Paraná, para los cuales hay proyectos de creación de una hidrovía.
Se encuentra también en la región Sudeste el único tren de pasajeros que conecta diariamente dos capitales del Brasil, el ferrocarril Vitória-Minas, que conecta Vitória a Belo Horizonte.

## Demografía
La región Sudeste es la más populosa de Brasil, con  84,8 millones de habitantes en 2022, representando casi el 42% de la población total de Brasil, y con un número de habitantes ligeramente superior a la de Italia y España. La región incluye los tres estados más populosos (São Paulo, con 40 millones de habitantes; Minas Gerais, con 21 millones de habitantes y Río de Janeiro, con 15 millones). La mayor concentración de población se ubica en el eje Río-São Paulo, donde están localizadas las regiones metropolitanas de la Grande São Paulo, Grande Río y las regiones del Sur Fluminense y el Valle del Paraíba, que abarca un 23% de la población brasileña.
Etnográficamente, la mayoría de la población (75 %) es de raza blanca, descendiente principalmente de italianos, alemanes, portugueses, españoles, polacos y suizos.

### Mayores ciudades
Espírito Santo
1. Vila Velha - 398.068
2. Serra - 385.370
3. Cariacica - 356.536
4. Vitória - 314.042 (capital)
5. Cachoeiro de Itapemirim - 195.288

Minas Gerais

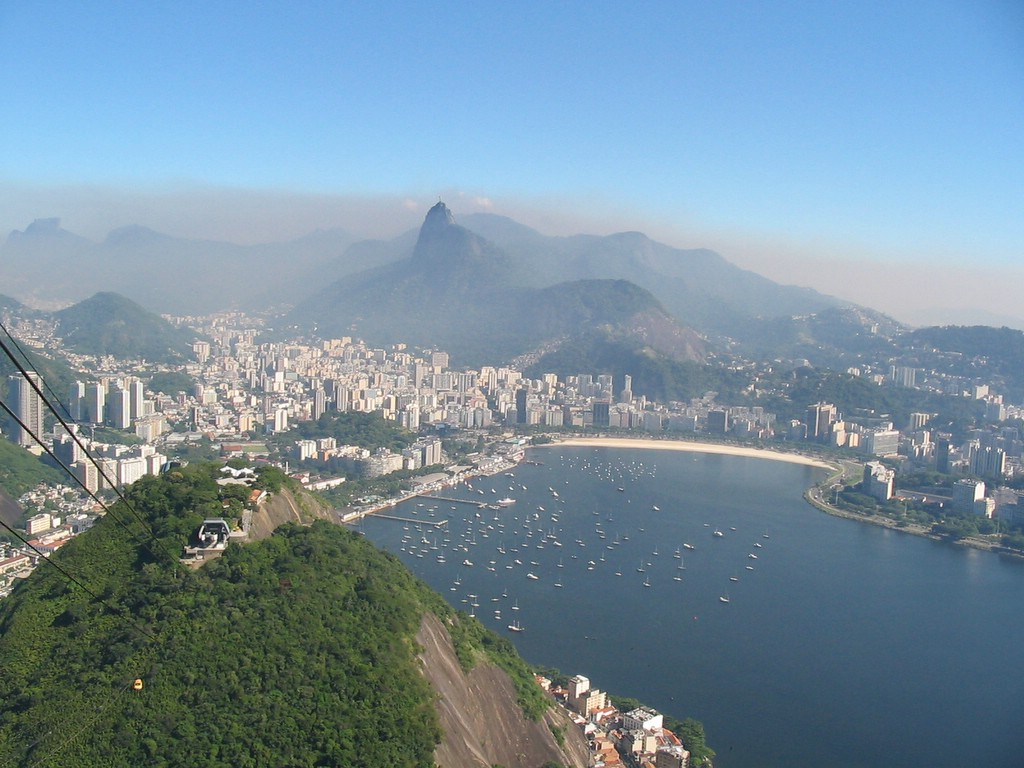
Río de Janeiro: principal polo turístico y segundo mayor centro financiero de Brasil.

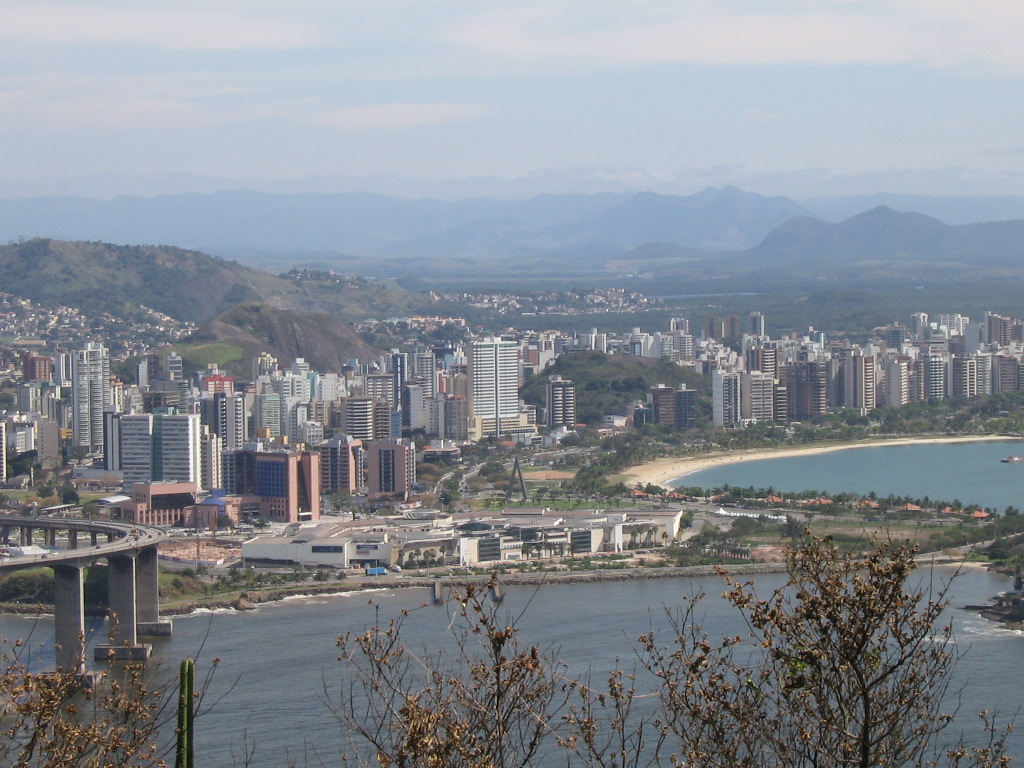
Vitória - ES.

1. Belo Horizonte - 2.412.937 (capital)
2. Contagem - 608.650
3. Uberlândia - 608.369
4. Juiz de Fora - 513.348
5. Betim - 415.098
6. Montes Claros - 352.384
7. Ribeirão das Neves - 329.112
8. Uberaba - 287.760
9. Governador Valadares - 260.396
10. Ipatinga - 238.397

Río de Janeiro
1. Río de Janeiro - 6.093.472 (capital)
2. São Gonçalo - 960.631
3. Duque de Caxias - 842.686
4. Nova Iguaçu - 830.672
5. Belford Roxo - 480.555
6. Niterói - 474.002
7. São João de Meriti - 464.282
8. Campos dos Goytacazes - 426.154
9. Petrópolis - 306.645
10. Volta Redonda - 255.653

São Paulo
1. São Paulo - 10.886.518 (capital)
2. Guarulhos - 1.236.192
3. Campinas - 1.039.297
4. São Bernardo do Campo - 781.390
5. Osasco - 701.012
6. Santo André - 667.891
7. São José dos Campos - 594.948
8. Sorocaba - 559.157
9. Ribeirão Preto - 547.417
10. Santos - 418.288